# Mukaab
O Mukaab (em árabe: المكعّب, translit. mukaʻʻab, lit. 'cubo') é um projeto arquitetônico de um arranha-céu em formato de cubo com 400 m de altura, no distrito de al-Qirawan, de Riade, Arábia Saudita. Lançado em fevereiro de 2023, seu layout e design são inspirados no Palácio Murabba.

## História
O empreendimento foi anunciado pelo primeiro-ministro príncipe herdeiroMohammed bin Salman em 16 de fevereiro de 2023.
O projeto tem sido alvo de algumas críticas por sua semelhança com o Caaba na mesquita Masjid al-Haram em Meca, o santuário mais sagrado do Islã. Há também preocupações envolvendo a falta de transparência nas condições de trabalho e remuneração dos operários.
O interior, conforme planejado atualmente, contará com enormes projeções holográficas destinadas a fazer com que os espectadores se sintam como se estivessem em diferentes lugares. O interior também contará com uma torre rotativa para plataformas de observação e restaurantes, de onde emanarão as projeções.
O Mukaab está planejado para ser a peça central de um novo centro gigante construído na capital saudita chamado New Murabba. Será a maior estrutura de construção única do mundo, com cerca de 6m² de área interior.
O projeto será realizado pela Empresa de Dsenvolvimento New Murabba, da qual o príncipe herdeiro Mohammed bin Salman é o presidente.
O design do edifício é inspirado na moderna estilo arquitetônico Najdi.
O projeto contará com uma infinidade de atrações comerciais, culturais e turísticas e também com um jardim na cobertura.